# Jeanie Bryson
Jeanie Bryson (Nova York, 10 de març de 1958) és una cantant nord-americana que canta una combinació de jazz, pop i música llatina. El seu repertori es basa en els estàndards de jazz i pop del Great American Songbook i de Peggy Lee i Dinah Washington.

## Vida i carrera
Bryson és filla de la compositora Connie Bryson i del trompetistaDizzy Gillespie. La seva paternitat es va mantenir en secret fins després de la mort de Gillespie perquè estava casat, però de tant en tant el veia créixer. El 1998, Bryson va presentar una demanda contra la seva vídua, Lorraine Willis Gillespie, després que el seu advocat trobés registres judicials de 1965 en què Gillespie admetia que era el seu pare. Ella va arribar a un acord amb la seva finca.
Bryson va créixer a East Brunswick, Nova Jersey. Va començar a tocar instruments a una edat jove, el piano a primer grau i després la flauta a cinquè grau. Bryson va assistir a l'East Brunswick High School. Va estudiar antropologia i etnomusicologia al Livingston College de la Universitat de Rutgers, i es va graduar el 1981. Aquell any, va actuar amb el seu pare al comtat de Salem, cantant "God Bless the Child" de Billie Holiday. Després de la universitat va treballar en una oficina de correus durant la setmana i cantava els caps de setmana, a finals de la dècada de 1980 estava cantant a temps complet. Bryson va llançar el seu àlbum debut, I Love Being Here with You, a Telarc el 1993. La seva mare va contribuir amb la lletra de dues cançons de l'àlbum. Bryson també va cantar en un àlbum de Terence Blanchard dedicat a les cançons de Billie Holiday.
Bryson té un fill, Radji Birks Bryson-Barrett, del primer dels seus tres matrimonis. El seu marit, el guitarrista Coleman Mellett, va morir en l'accident del 12 de febrer de 2009 del vol "3407 de Colgan Air". La parella vivia a East Brunswick, Nova Jersey.

## Discografia
| Any  | Títol                                                  | Gènere | Segell | Notes  |
| ---- | ------------------------------------------------------ | ------ | ------ | ------ |
| 1993 | I Love Being Here with You                             | Jazz   | Telarc | [ 7 ]  |
| 1994 | Tonight I Need You So                                  | Jazz   | Telarc | [ 8 ]  |
| 1996 | Some Cats Know: Jeanie Bryson Sings Songs of Peggy Lee | Jazz   | Telarc | [ 9 ]  |
| 2001 | Deja Blue                                              | Jazz   | Koch   | [ 10 ] |
| 2006 | Live at the Warsaw Jamboree Jazz Festival 1991         | Jazz   | Import | [ 11 ] |